# Liste der Monuments historiques in Blain (Loire-Atlantique)
Die Liste der Monuments historiques in Blain (Loire-Atlantique) führt die Monuments historiques in der französischen Gemeinde Blain auf.

## Liste der Bauwerke
| Bezeichnung | Beschreibung                  | Standort | Kennzeichnung | Schutzstatus | Datum | Bild           |
| ----------- | ----------------------------- | -------- | ------------- | ------------ | ----- | -------------- |
| Burg Blain  | Erbaut im 14./15. Jahrhundert | (Lage)   | PA00108572    | Classé       | 1977  | weitere Bilder |